# 代銭納
代銭納（だいせんのう）は、中世日本の荘園・国衙領・武家領などにおいて、公事や年貢、地子などの納入を現物に代わって貨幣で納入する制度。
農業生産の高まりと宋銭の流入によって商工業が全国的に発展した鎌倉時代中期以後から見られるようになり、南北朝時代には全国的に普及した。